# Stelis polybotrya
Stelis polybotrya är en orkidéart som beskrevs av John Lindley. Stelis polybotrya ingår i släktet Stelis och familjen orkidéer. Inga underarter finns listade i Catalogue of Life.